# Eduardo Méndez
Eduardo Valdo «Toto» Méndez de los Santos (Tacuarembó, 7 de junio de 1951 - 3 de septiembre de 2022) fue un guitarrista, compositor y docente uruguayo. Acompañó a gran cantidad de cantantes y grupos musicales de Uruguay y fue uno de los guitarristas que acompañó a Alfredo Zitarrosa a su regreso del exilio.

## Biografía
No tuvo formación formal como guitarrista. Según el mismo “Toto” cuenta, hay un hecho de su niñez que lo marcó: a los 8 años de edad un famoso guitarrista de la época, Marenco Mieres, se hospedó en su casa. A pedido de Marenco y ante la sorpresa de su padre (quien no sabía que su hijo practicaba a escondidas), Eduardo tocó y logró la aprobación del músico, que comentó: «Toto tiene la oreja "podrida", tiene que seguir con la música».
Se ha desempeñado como guitarrista solista y como acompañante de cantantes, integrando orquestas típicas, bandas nacionales y cuartetos de guitarras. Su primera grabación fue en 1975, acompañando y arreglando en un disco de Abel García, con quien grabara también en 1981.
En 1977 se marcha a Montevideo, uniéndose al movimiento del canto popular uruguayo, siendo acompañante de algunos músicos, actuando también como solista. En 1980 grabó con Aníbal Oberlín y Rodríguez Luna. En 1982 con Alfredo Sadi y Omar Romano. En 1984 y 1986 grabó con Cacho Labandera. En 1988 con Los Peyrou y en 1991 y 1995 con Manuel Capella.
Al regreso de su exilio en 1984, Alfredo Zitarrosa elige a Méndez como uno de los guitarristas que lo acompañarían en su equipo. Seguiría con el cantautor hasta su muerte (1989), en el inicio como segunda guitarra y desde 1987 como primer guitarrista. Participó en cuatro discos de Zitarrosa: Guitarra negra, Melodía larga, Melodía larga II y Sobre pájaros y almas.
Luego de la muerte de Zitarrosa funda un grupo formado por tres guitarras y un guitarrón, El Cuarteto, junto a Silvio Ortega, Carlos Morales y Julio Corrales (todos acompañantes del cantautor), que pasaría a llamarse el año siguiente Cuarteto Zitarrosa. Permaneció en el conjunto hasta 1999. Con este grupo grabó dos discos (Milonga tuya y Milonga igual), con canciones que en general son versiones instrumentales de otros artistas, aunque también incluyendo algunas composiciones propias.
A partir de 2000 se convirtió en el líder de la banda que acompañaba a Jorge Nasser.
Además de los ya nombrados, fue acompañante y grabó canciones con diversos artistas, incluyendo a: Roberto Darvin, Jorge Drexler, Esteban Klisich, Jaime Roos, Pepe Guerra, Bajofondo Tango Club, Cursi, Jorge Schellemberg, Inés Saavedra, Los 8 de Momo, Omar Romano, Alfredo Sadi, Aníbal López, Luis Pallas,  La Trampa, La Vela Puerca, León Gieco, Mercedes Sosa, Pitufo Lombardo y Pinocho Routin.
Participó en las bandas de sonido de las películas Sur, Luna de octubre y El baño del Papa. También creó músicas para obras teatrales.

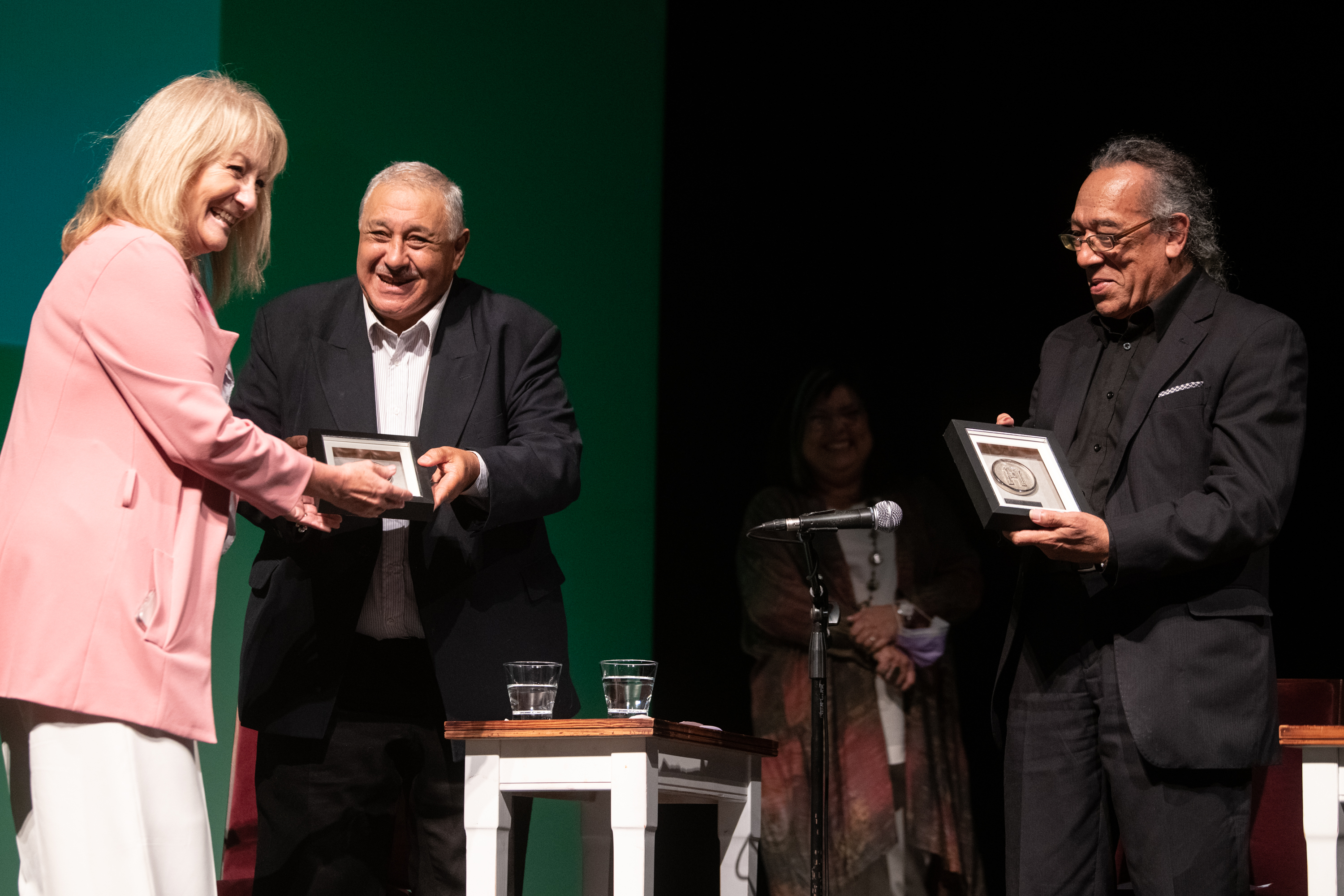
Recibiendo la distinción de Ciudadano Ilustre de Montevideo junto con Julio Cobelli.

En 2007 graba su primer disco solista, con canciones ajenas y propias, editado bajo el nombre Toto Méndez y sus compadres – Y no entendieron nada, acompañado por Carlos Morales, Carlos Méndez y Enrique «Checo» Anselmi (guitarras), Julio Corrales (guitarrón), Roberto Darvin, Esteban Klísich (guitarristas invitados), Hugo Fattoruso (acordeón) y Jorge Trasante (percusión). El disco fue distinguido con el Premio Graffiti a mejor álbum de música instrumental.
En 2022 recibió la distinción de Ciudadano Ilustre de Montevideo de parte de la intendencia de esa ciudad.
Se desempeñó como docente de forma particular y en el Taller Uruguayo de Música Popular (TUMP).